# Ouides
Ouides är en kommun i departementet Haute-Loire i regionen Auvergne-Rhône-Alpes i centrala Frankrike. Kommunen ligger i kantonen Cayres som tillhör arrondissementet Le Puy-en-Velay. År 2022 hade Ouides 52 invånare.

## Befolkningsutveckling
Antalet invånare i kommunen Ouides
| Referens: INSEE |